# Experty.by
Experty.by — сетевой проект, посвящённый белорусской музыке, а также связанные с ним одноимённые музыкальные награды белорусских музыкальных критиков. Кроме того, портал выступает соорганизатором другой музыкальной премии «Rock Profi».

## История проекта
Сайт открылся 13 июня 2008 года. Основан белорусскими музыкальными журналистами Дмитрием Безкоровайным (в прошлом «Музыкальная газета», «БелГазета» — руководитель проекта), Дмитрием Подберезским (в прошлом «Белорусская деловая газета», радио «Свобода»), Олегом «О’К» Климовым (шеф-редактор «Музыкальной газеты», журнала «НОТ-7») и Сергеем Будкиным («Наша Ніва», «Tuzin.fm») для систематического описания и оценки дисков белорусских артистов и популяризации белорусской музыки.
Основа проекта — рецензии четырёх постоянных авторов («штатные эксперты»), которые обозревают каждый диск. В 2013 году оригинальный квартет укрепили Александр Чернухо («Ultra-music.com») и Егор Цивилько (блог «Broken CD»). Каждый из них пишет свою рецензию, выставляет свою оценку, из которых вычисляется средний балл диска в рамках проекта. На основе этого балла составляются рейтинги по итогам каждого полугодия и года.
С 2009 года в работе проекта также принимает участие 8 внештатных экспертов — авторитетных представителей белорусского медиа-сообщества. С 2010 года на сайте доступна возможность прослушивания практически всех рецензируемых альбомов онлайн. В мае того же года портал провёл свой фестиваль. С 2014 года победителю в номинации «Альбом года» предлагается помощь в организации концерта.
За девять лет критиками было рассмотрено более 500 (включая классику «Ляписа Трубецкого», «N.R.M.», «Песняров» и ещё некоторые альбомы, выпущенные в 2007 году и раньше) современных альбомов белорусских артистов: 59 по итогам 2008, 60 по итогам 2009, 44 по итогам 2010, 63 по итогам 2011, 67 по итогам 2012, 47 по итогам 2013, 38 по итогам 2014, 45 по итогам 2015, 29 по итогам 2016, 33 по итогам 2017 годов.
В 2018 году проект ушёл в «бессрочный отпуск», по словам руководителя проекта Дмитрия Безкоровайного в комментарии «БелСату». В то же время портал выбрал свой топ-10 лучших альбомов за 2008—2017 годы, и «Thou» от «Port Mone Trio» возглавил финальный чарт.

## Штатные эксперты
| - Дмитрий Безкоровайный — (2008—2018) - Егор Цывилько — (2013—2018) - Конрад Ерофеев — (2016—2018) - Николай Янкойть — (2016—2018) | Бывшие штатные эксперты - Дмитрий Подберезский — (2008—2014) - Олег «О’К» Климов — (2008—2014) - Сергей Будкин — (2008—2016) - Александр Чернухо — (2013—2016) |

Временная шкала

## Награды Experty.by
Ежегодные награды Experty.by называют лучший белорусский альбом каждого года по нескольким версиям (по каждой из них также обнародуется топ-10).
- «Альбом года» — по версии штатных авторов.
- «Приз большого жюри» — по версии «Большого жюри», состоящего из представителей белорусских СМИ (4 штатных автора проекта и 8 внештатных экспертов).
- «Приз иностранных экспертов» — на основе топ-10 музыкальных экспертов из стран, с которыми граничит Беларусь (Россия, Украина, Литва, Латвия, Польша).
- «Приз народных экспертов» (с 2009 года) — на основе баллов от пользователей сайта, оценивших не менее 15 % альбомов календарного года.
- «Лучший дебютный альбом», «Лучший белорусскоязычный альбом» (с 2009 года) и стилистические номинации также вручаются на основе баллов штатных экспертов.

### Внештатные эксперты (и члены «Большого жюри» наград Experty.by)
- Сергей Будкин (с 2016 года).
- Дмитрий Подберезский (с 2014 года).
- Виталий Дроздов (2008—2012) — белорусский и украинский FM-специалист, генеральный директор «ХІТ-FM».
- Максим Жбанков[бел.] (с 2008 года) — культуролог, критик, автор «БелГазеты», «Белорусской деловой газеты», журнала «Мастацтва[бел.]».
- Татьяна Замировская (с 2008 года) — обозреватель «БелГазеты», журнала «Большой».
- Надежда Кудрейко (с 2008 года) — журналист «Первого Национального канала Белорусского радио», «Радио 1».
- Виктор Семашко[бел.] (с 2008 года) — автор и ведущий программ «Новая зямля» на «Радио Unistar», «Кракатук» на «Радио Рация».
- Сергей Пукст (2008—2010) — музыкант, музыкальный критик «Советской Белоруссии».
- Сергей Малиновский (2008—2010) — журналист «Комсомольской правды в Белоруссии», редактор газеты «Антенна».
- Анатолий Вечер (2008—2011) — автор музыкальных передач на ТВ, клипмейкер.
- Евгений Долгих (2011—2014) — экс-рэдактор журнала «Jazz-квадрат», ведущий музыкальных программ «TUT.BY».
- Маша Колесникова (с 2011 года) — журналист «Европейского радио для Беларуси».
- Вячеслав Радионов (2012—2014) — основатель и главный редактор портала «Ultra-music.com[бел.]».
- Александр Корнейчук (2017) — главный редактор «34mag», диджей.
- Анна Маркевич (2017) — ведущая «Belsat Music Live[бел.]», экс-журналист «Европейского радио для Беларуси».
- Марина Савицкая (с 2016 года) — ведущая музыкальных программ на радио «Сталіца».
- Сергей Филимонов (с 2013 года) — автор и ведущий музыкальной программы «Видимо-невидимо», которая выходила на «Беларусь 1», «СТВ», теперь идёт по «БелСату».
- Лариса Харук (2017) — администратор группы «Беларуская музыка» «ВКонтакте».
- Александр Чернухо (с 2016 года) — редактор «Onliner.by», бывший редактор «Ultra-music.com[бел.]» и журналист «Народной газеты».
- Илья Малиновский (2013—2016) — музыкальный редактор «Европейского радио для Беларуси», экс-радиоведущий «Радио Мир», «Радио-Минск» и др.
- Конрад Ерофеев (2014—2015) — музыкальный критик «Kyky.org».
- Николай Янкойть (2014—2015) — музыкальный критик «Kyky.org», экс-редактор «Ultra-music.com[бел.]».
- Егор Квартальный (2013) — автор и ведущий музыкальных программ на радио «Сталіца».
- Евгений Карпов (2015) — редактор «TUT.BY», экс-редактор «Ultra-music.com[бел.]», автор «Nowa Europa Wschodnia[пол.]», «The Guardian».

### Иностранные эксперты
- 2017 — Ян Блащак («Polityka», Польша), Эмилия Висоцкайте («15min[лит.]», Литва), Алексей Горбаш («The Flow», Россия), Максим Сердюк («Muzmapa», Украина), Илмарс Шлапинс («Satori[латыш.]», Латвия)[33][34].
- 2016 — Андрей Бухарин («Rolling Stone Russia», Россия), Михал Вечорек («Gazeta Magnetofonowa[пол.]», Польша), Хенрикс Элиасс Зегнерс («Delfi.lv» и др., Латвия), Мила Кравчук («Karabas Live», Украина), Валдас Лопета («Ghost Note», Литва)[35].
- 2015 — Лаурис Анстраутс («Intro.lv», Латвия), Людас Закаревичюс («Manomuzika.lt», Литва), Дмитрий Куркин («Звуки.ру», Россия), Яцек Сколимовски («Newsweek Polska[пол.]», Польша), Сергей Кейн («Comma.com.ua», Украина)[36].
- 2014 — Улдис Рудакс[латыш.] («Diena», Латвия), Анджей Бонг («Suru.lt», Литва), Борис Барабанов («Коммерсантъ», Россия), Доминика Вецлавек[пол.] («MImagazyn.pl», Польша), Алексей Бондаренко («LiRoom.com.ua», Украина)[37].
- 2013 — Нормундс Вуцанс («Eroks.lv», Латвия), Домининкас Кунчинас («Ore.lt», Литва), Алексей Мажаев («InterMedia», Россия), Мариуш Херма («Polityka», Польша), Евгений Шабатин («Topmusic.in.ua», Украина).
- 2012 — Каролис Вишняускас («Delfi.lt», Литва), Каспарс Завилейскис («Rīga 2014[латыш.]», Латвия), Юлия Коломиец («Rock.kiev.ua», Украина), Александр Филимонов («Lenta.ru», Россия), Ярек Шубрехт («T-Mobile Music», Польша)[38].
- 2011 — Александр Горбачев («Афиша», Россия), Янис Жилдэ («TVnet.lv[латыш.]», Латвия), Павел Костржева («Onet.pl[пол.]», Польша), Константин Трегуб («RockYou», Украина), Дарюс Ужкурайтис[лит.] («Opus 3[лит.]», Литва)[39].
- 2010 — Денис Бояринов («Openspace.ru», Россия), Роберт Санковски («Газета Выборча», Польша), Йонас Ошкинис («Ore.lt», Литва), Даце Волфа («Mūzikas Saule», Латвия), Макс Вихоть («@music», Украина)[40].
- 2009 — Артемий Троицкий (факультет журналистики МГУ, Россия), Игорь Панасов («@music», Украина), Рамунас Зилнис («Lietuvos rytas», Литва), Янис Стундиньш («Encyclopedia of Popular Music», Латвия), Катажина Палух («Onet.pl[пол.]», Польша)[41].
- 2008 — Глеб Лисичкин («Play», Россия), Давид Блювштейн («Be2gether», Литва), Мартин Полец («Pro-Rock[пол.]», Польша), Орестс Силабриедис («Muzikas Saule», Латвия), Джой Тарталья («@music», Украина)[42].

## Победители наград Experty.by

### По итогам 2017 года
- Альбом года — Tonqixod «Колер, якога няма[бел.]»
- Лучший дебютный альбом — Ulyanica «Вясна»
- Лучший электронный альбом — Аня Жданова «Appetiizer»
- Лучший поп-альбом — ЛСП «Tragic City»
- Лучший фолк-альбом — Ulyanica «Вясна»
- Лучший рок-альбом — Tonqixod «Колер, якога няма[бел.]»
- Лучший белорусскоязычный альбом — Tonqixod «Колер, якога няма[бел.]»
- Приз штатных экспертов — Tonqixod «Колер, якога няма[бел.]»
- Приз народных экспертов — ZERO-85[бел.] «Turritopsis Nutricula»
- Приз иностранных экспертов — ЛСП «Tragic City»
- Приз большого жюри — Tonqixod «Колер, якога няма[бел.]»[43][44][45]

### По итогам 2016 года
- Альбом года — Петля пристрастия «Мода и облака»
- Лучший дебютный альбом — Nebulae Come Sweet[англ.] «It Is Not The Night That Covers You»
- Лучший инди-поп/электронный альбом — Shuma «Сонца»
- Лучший поп-альбом — IOWA «Import»
- Лучший фолк-альбом — Shuma «Сонца»
- Лучший рок-альбом — Петля пристрастия «Мода и облака»
- Лучший белорусскоязычный альбом — Лявон Вольский «Псіхасаматыка»
- Приз народных экспертов — Лявон Вольский «Псіхасаматыка»
- Приз иностранных экспертов — Shuma «Сонца»
- Приз штатных экспертов — Петля пристрастия «Мода и облака»
- Приз большого жюри — Петля пристрастия «Мода и облака»[46][47]

### По итогам 2015 года
- Альбом года — Shuma «Жніво»[48]
- Лучший дебютный альбом — NABR «Наша автономная боевая ракета»
- Лучший инди-поп/электронный альбом — Серебряная свадьба «Музыка — всё!»
- Лучший фолк-альбом — Shuma «Жніво»
- Лучший рок-альбом — Re1ikt «Лекавыя травы»
- Лучший белорусскоязычный альбом — Shuma «Жніво»
- Приз народных экспертов — Re1ikt «Лекавыя травы»
- Приз иностранных экспертов — Shuma «Жніво»
- Приз штатных экспертов — Re1ikt «Лекавыя травы»
- Приз большого жюри — Shuma «Жніво»[49][50][51][52]

### По итогам 2014 года
- Альбом года — Port Mone «Thou»
- Лучший дебютный альбом — Tonqixod «Прадмова»
- Лучший поп-альбом — IOWA «Export»
- Лучший инди-поп/электронный альбом — Mustelide «Secret»
- Лучший фолк-альбом — Vuraj «Rajok[бел.]»
- Лучший инструментальный альбом — Port Mone «Thou»
- Лучший рок-альбом — Tonqixod «Прадмова»
- Лучший белорусскоязычный альбом — Tonqixod «Прадмова»
- Приз народных экспертов — Port Mone «Thou»
- Приз иностранных экспертов — (((O))) «Motherland»
- Приз штатных экспертов — Tonqixod «Прадмова»
- Приз большого жюри — Port Mone «Thou»[53][54]

### По итогам 2013 года
- Альбом года — Pukstband «Последний альбом»[55]
- Лучший дебютный альбом — Pafnutiy’s Dreams «The Sandman»
- Лучший белорусскоязычный альбом — BosaeSonca «Адпусці»
- Лучший поп-альбом — Макс Корж «Жить в кайф»
- Лучший рок-альбом — Pukstband «Последний альбом»
- Лучший фолк-альбом — KRIWI «Traukamurauka»
- Лучший инструментальный альбом — Pafnutiy’s Dreams «The Sandman»
- Приз народных экспертов — The UNB «Крот-фронт»
- Приз иностранных экспертов — (((O))) «Forever I Am»
- Приз большого жюри — Pukstband «Последний альбом»
- Приз штатных экспертов — Pafnutiy’s Dreams «The Sandman»[13][56][57][58]

### По итогам 2012 года
- Альбом года — Змитер Войтюшкевич & WZ-Orkiestra[тарашк.] «Ваячак»
- Лучший дебютный альбом — Clover Club «Random Mood Jukebox»
- Лучший фолк-альбом — Палац «Кола грукатала»
- Лучший рок-альбом — Akute «Nie Isnuje[бел.]»
- Лучший белорусскоязычный альбом — Змитер Войтюшкевич & WZ-Orkiestra «Ваячак»
- Приз народных экспертов — Серебряная свадьба «Laterna Magica»
- Приз иностранных экспертов — ДахаБраха & Port Mone «Хмелева project»
- Приз большого жюри — Серебряная свадьба «Laterna Magica»[38][59][60]

### По итогам 2011 года
- Альбом года — Троіца «Зімачка»
- Лучший дебютный альбом — B_Side[тарашк.] «Smooth Season[тарашк.]»
- Лучший фолк-альбом — Троіца «Зімачка»
- Лучший рок-альбом — Ляпис Трубецкой «Весёлые картинки»
- Лучший белорусскоязычный альбом — Троіца «Зімачка»
- Лучший рекорд-лейбл — Vigma
- Приз народных экспертов — Троіца «Зімачка»
- Приз иностранных экспертов — Серебряная свадьба «Сердечная мускулатура»
- Приз большого жюри — Троіца «Зімачка»[61][62][63][64][65][66][67]

### По итогам 2010 года
- Лучший альбом — Детидетей «Рух»
- Лучший дебютный альбом — PANaNieba[бел.] «На балоце»
- Лучший фолк-альбом — Hvarna «Кола вяртанняў»
- Лучший рок-альбом — Детидетей «Рух»
- Лучший белорусскоязычный альбом — Детидетей «Рух»
- Лучший рекорд-лейбл — «West Records»
- Приз народных экспертов — Hvarna «Кола вяртанняў»
- Приз иностранных экспертов — Hvarna «Кола вяртанняў»
- Приз большого жюри — Детидетей «Рух»[40][68][69][70][71][72]

### По итогам 2009 года
- Лучший альбом — The Toobes «Hello»
- Лучший дебютный альбом — The Toobes «Hello»
- Лучший поп-альбом — Atlantica «Taboo»
- Лучший рок-альбом — The Toobes «Hello»
- Лучший белорусскоязычный альбом — Глюкі «Idyjatyzm»
- Лучший рекорд-лейбл — «West Records»
- Приз народных экспертов — CherryVata «ViaVanilla»
- Приз иностранных экспертов — Port Mone «Dip»
- Приз большого жюри — The Toobes «Hello»[73][74][75][76]

### По итогам 2008 года
- Лучший альбом — Троіца «Сон-трава[бел.]»
- Лучший дебютный альбом — NHS[бел.] «700»
- Лучший фолк-альбом — Троіца «Сон-трава»
- Лучший рок-альбом — Ляпис Трубецкой «Манифест»
- Лучший поп-альбом — Ядвига Поплавская и Александр Тиханович «Любовь-судьба»
- Лучший рекорд-лейбл — «West Records»
- Приз иностранных экспертов — Джамбібум «Жавароначкі»
- Приз большого жюри — Ляпис Трубецкой «Манифест»[77][78][79][80]

## Оценки
Татьяна Замировская как колумнист «БелаПАН» в 2009 году так оценила первые итоги работы проекта: «Попытка создания Интернет-портала, где каждый новый CD-релиз белорусских музыкантов обозревается совершенно разномастной четверкой лучших музыкальных критиков страны, как ни странно, удалась». Она же уже как автор «БелГазеты» отмечала, что к 2012 году музыкальная премия сайта стала более весомой, чем «Рок-коронация». В 2018 году по поводу заморозки сайта Татьяна Замировская напишет в журнале «Большой»: «Оставшаяся база текста даже важнее оставшейся музыки. Ведь когда мы изучаем какой-то период в искусстве, мы в первую очередь обращаемся к тексту, к архиву, к документации. А, когда заканчивается что-то классное, мы в первую очередь ноем».
Олег Хоменко, фронтмен группы «Палац» через «Советскую Белоруссию» в 2008 году подчеркнул важность появления данного музыкального ресурса, так как «нам всем не хватало именно такой предметной критики за подписью профессиональных и известных в музыкальных кругах людей».
Виталий Артист, фронтмен группы «Без билета», в 2010 году через «Советскую Белоруссию» так оценил портал: «Хорошо, кстати, что появился сайт experty.by — интересное наполнение и тоже есть своя музыкальная премия». Павел Свердлов, редактор «KYKY.ORG», в обзоре всех музыкальных премий Беларуси на 2013 год отметил особенностью вручения наград сайта то, что оно «проходит в камерной обстановке, без концерта и прочей суеты».
Музыкальный критик, автор «Энциклопедии белорусской популярной музыки» Дмитрий Подберезский через «Sputnik» в 2015 году приписал премию «Experty.by» к числу «наиболее объективных из всех белорусских музыкальных премий».
Ренато Хорват, соорганизатор фестиваля «Budapest Showcase Hub», для Белорусского телеграфного агентства в 2017 году положительно оценил усилия портала по продвижению отечественных артистов за рубеж, констатировав, что «за последние несколько лет усилиями проекта Experty.by современная белорусская музыка получила заметное присутствие на международных шоукейс-фестивалях и конференциях».
Илья Свирин, главный редактор газеты «Культура», в 2017 году оценил полезность портала так: «Без сомнений, этот проект так-сяк влияет на общую музыкальную ситуацию. Появляются новые интересные и совершенно неформатные проекты, а музыканты выгребают из карманов последние пенязи, чтобы сделать себе качественную запись, так как знают, что её будут оценивать — придирчиво и по гамбургскому счёту. Да и публика узнает много нового». За два года до того в оценках творчества группы «Port Mone Trio» он же обращался к результатам «самой квалифицированной и чёткой музыкальной премии Беларуси», разделив мнение Александра Чернухо, редактора «Ultra-music.com», назвавшим её самой основательной «с точки зрения критериев для отбора самых сильных релизов года» в 2012 году.
В 2019 году Лёша Горбаш с «34mag» в ретроспективе 2010—2019 годов назвал портал, эксперты которого 10 лет «терпеливо отслушивали и оценивали все альбомы и выбирали лучшие из них», единственным, кто занимался катологизацией белорусской музыки.